# Zyklon Freddy
Der Zyklon Freddy (Very Intense Tropical Cyclone Freddy) war ein tropischer Wirbelsturm im Februar und März 2023 im Indischen Ozean, der im südöstlichen Afrika zu erheblichen Schäden führte. Über 1193 Menschen kamen ums Leben. Zyklon Freddy war der vierte benannte Sturm der australischen Zyklonsaison 2022–2023 und nach Zyklon Darian im Dezember der zweite sehr intensive tropische Sturm der Zyklonsaison im Südwestindik 2022–2023. Mit 36 Tagen war er der am längsten andauernde tropische Wirbelsturm seit Aufzeichnungsbeginn.

## Verlauf

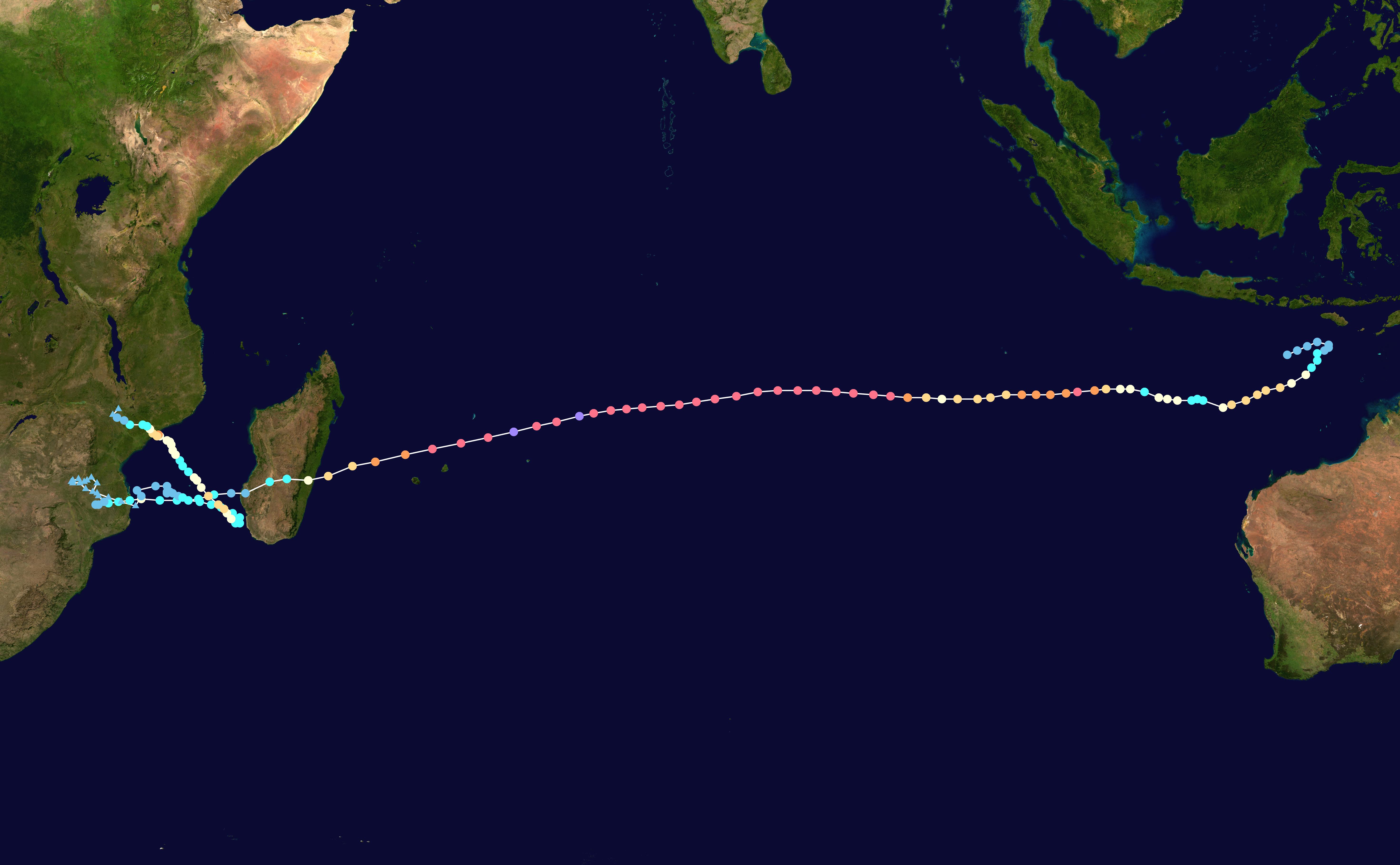
Zugbahn von Zyklon Freddy

Am 30. Januar beobachtete das australische Bureau of Meteorology die Bildung eines tropischen Tiefdruckgebiets über der Timorsee, das sich bis zum 6. Februar zu einem tropischen Sturmtief entwickelte und am selben Tag den Namen Freddy erhielt. Bereits am 7. Februar war Freddy zu einem Zyklon der Kategorie I herangewachsen und befand sich ca. 700 km nordwestlich der australischen Gemeinde Broome. Am 20. Februar passierte Freddy in 180 km Entfernung nördlich die Insel Mauritius und in den Morgenstunden des 21. Februar in 120 km Entfernung das französische Überseedepartment La Reunion. Um 19:20 Uhr Lokalzeit traf es nach 15-tägiger Überquerung des Indischen Ozeans auf die Ostküste Madagaskars nördlich von Mananjary. Er überquerte mit fallender Intensität die Insel Richtung Westen und weiter die Straße von Mosambik, wobei er wieder an Intensität zunahm, und erreichte Mosambik am 24. Februar in der Provinz Inhambane. Anschließend bewegte sich der Zyklon zurück Richtung Madagaskar, drehte dort jedoch wieder ab und erreichte Mosambik erneut am 11. März, diesmal weiter nördlich in der Provinz Zambezia. Am 12. März traf er in Malawi ein, wo innerhalb von 48 Stunden 300 bis 400 mm Regen fielen. Dort drehte er wiederum am 14. März um und begann ab 15. März sich aufzulösen.

## Besonderheiten und Rekorde
Der Zyklon Freddy war einer von bis dahin lediglich vier Sturmsystemen, die den Indischen Ozean von Osten nach Westen komplett überquert haben. Die anderen drei waren Litanne im Jahr 1994 sowie jeweils im Jahr 2000 Leon-Eline und Hudah. Zyklon Freddy stellte zudem mit einer Dauer von 36,0 Tagen einen neuen Rekord als am längsten andauernder tropischer Wirbelsturm auf. Diesen hielt zuvor Hurrikan John aus dem Jahr 1994. Darüber hinaus erreichte er die höchste Accumulated Cyclone Energy der südlichen Hemisphäre mit Schätzwerten von 86. Der vorherige Rekord lag bei 53 für Zyklon Fantala im Jahr 2016. Global gesehen liegt der Rekord bei 85 für Hurrikan Ioke im Jahr 2006, sodass möglicherweise auch dieser Rekord gebrochen wurde. Ein weiterer Rekord ist die Anzahl von sieben Schüben einer rapiden Intensivierung. Diese sind definiert als eine Zunahme der Windgeschwindigkeit von 35 Meilen pro Stunde in einem Zeitraum von 24 Stunden. Die bisherige Maximalzahl lag bei lediglich vier und wurde in der Vergangenheit von mehreren Hurrikans erreicht. Ungewöhnlich waren auch die zahlreichen Richtungswechsel des Zyklons nach dem Passieren Madagaskars.

## Auswirkungen
Durch die andauernden starken Regenfälle kam es zu zahlreichen Überschwemmungen und Erdrutschen, die Häuser und Menschen unter sich begruben. Insgesamt kamen mindestens 1434 Menschen in fünf Staaten ums Leben.

### Madagaskar
Vor Ankunft des Zyklons wurden 7000 Menschen aus auf der Zugbahn liegenden Küstenabschnitten evakuiert sowie Schulunterricht und öffentlicher Verkehr ausgesetzt. Es kamen mindestens 17 Menschen ums Leben, davon sieben bei der ersten Ankunft des Zyklons am 21. Februar und zehn bei der zweiten am 5. und 6. März, die noch einmal starke Regenfälle brachte. Mehrere Gebäude wurden zerstört.

### Malawi
Am schwersten traf es Malawi, wo es zu mindestens 1000 Todesopfern kam, darunter 98 durch Erdrutsche in der Stadt Blantyre. Etwa 180.000 mussten ihre Häuser verlassen. Über 204.800 Hektar Land wurden überschwemmt. Der Viehbestand, eine Lebensgrundlage der Bevölkerung, wurde zudem mit über 194.500 toten und 91.000 verletzten Tieren stark betroffen. Präsident Lazarus Chakwera erklärte am 13. März für 10 Distrikte im Süden Malawis den Katastrophenzustand. Viele Regionen in Malawi waren für Hilfs- und Rettungsmaßnahmen über Land und Wasser kaum zu erreichen. In den als Notunterkünfte errichteten Zeltlagern wurden Fälle von Krätze gemeldet. Auch ein größerer Cholera-Ausbruch wird befürchtet.

### Mosambik
In Mosambik fielen die Opferzahlen mit mindestens 176 Todesopfern niedriger aus als bei früheren Zyklonen vergleichbarer Stärke, allerdings vervierfachte sich die Zahl der Cholera-Fälle durch die Beeinträchtigung von Wasser- und Sanitäranlagen seit Februar fast auf etwa 10.700. Von den Cholera-Ausbrüchen betroffen sind bisher 36 Distrikte in acht Provinzen. Die Krankheit ist insbesondere für unterernährte Kinder gefährlich. Eine Impfkampagne von UNICEF erreichte im Februar bereits 720.000 Menschen, weitere 1,36 Millionen Cholera-Impfdosen sowie Hilfsgüter sollen bereitgestellt werden.

### Réunion und Mauritius
Auf La Réunion und Mauritius wurden einige Gebäude durch Überschwemmungen beschädigt. Ferner geriet am 20. Februar der taiwanesische Fischtrawler Lien Sheng Fa rund 215 Seemeilen nordöstlich von Mauritius mitten in den Zyklon. Danach brach jeglicher Kontakt zum Schiff ab. Am 23. Februar wurde das kieloben treibende Schiff von der französischen Küstenwache entdeckt. Von den 16 Personen an Bord des Trawlers überlebte niemand.

## Internationale Reaktionen (Auswahl)
- Europäische Union: Im Februar wurden 200.000 € an Soforthilfen zur Verfügung gestellt.[25] Dies wurde im März um weitere 2,5 Millionen € erhöht, davon gingen 1,3 Millionen € an Mosambik, 700.000 € an Malawi und 500.000 € an Madagaskar.[26]
- Kanada: Kanada kündigte 8 Millionen Dollar für humanitäre Hilfe in Malawi und Mosambik an[27]
- Mosambik: Obwohl selbst schwer getroffen, wurde ein Flugzeug zur Unterstützung Malawis in Aussicht gestellt.[28]
- Sambia: Sendung von zwei Flugzeugen am 17. März.[21]
- Südafrika: Entsendung von Such- und Rettungsteams.[28]
- Tansania: Sendung von 1000 Tonnen Mehl, 6000 Decken, 50 Zelten und zwei Hubschraubern zur Unterstützung der Rettungsaktionen.[29]
- UN: Über den Central Emergency Response Fund wurden 5,5 Millionen US-Dollar für Malawi zur Verfügung gestellt.[30]
- Vereinigtes Königreich: Entsendung von Such- und Rettungsteams.[28]